# David Fales
David Daniel Fales (Salinas, 4 ottobre 1990) è un giocatore di football americano statunitense che gioca nel ruolo di quarterback per i New York Jets della National Football League (NFL). Scelto nel corso del sesto giro (183º assoluto) del Draft NFL 2014 dai Chicago Bears, in precedenza aveva giocato a football per gli Spartans della San Jose State University.

## Carriera universitaria

### Nevada e Monterey Peninsula
Dopo aver giocato a football per la Palma High School della sua città natale, Salinas, Fales decise di giocare per i Wolf Pack dell'Università del Nevada-Reno presso i quali fu redshirt (poteva allenarsi ma non disputare incontri ufficiali) nello stesso periodo in cui la squadra era guidata in campo dalla futura stella dei San Francisco 49ers Colin Kaepernick. Non soddisfatto di quello che il coaching staff pretendeva da lui (Fales pensava che al momento della firma con Nevada che l'attacco sarebbe stato impostato maggiormente sui passaggi mentre gli venne richiesto di curare anche il gioco di corse) decise quindi di cambiare aria e di trasferirsi al Monterey Peninsula College il cui capo-allenatore, Mike Rasmussen, conosceva già da tempo. In due anni con il junior college californiano, Fales mise a referto il 61,8% di completi per 4635 yard e 37 touchdown, guidando il suo college al 2011 Coast Conference co-championship e ad un'apparizione al Sierra Central Credit Union Bowl, oltre che a guadagnarsi due nomine nel First-team All-Coast Conference.

### San Jose State

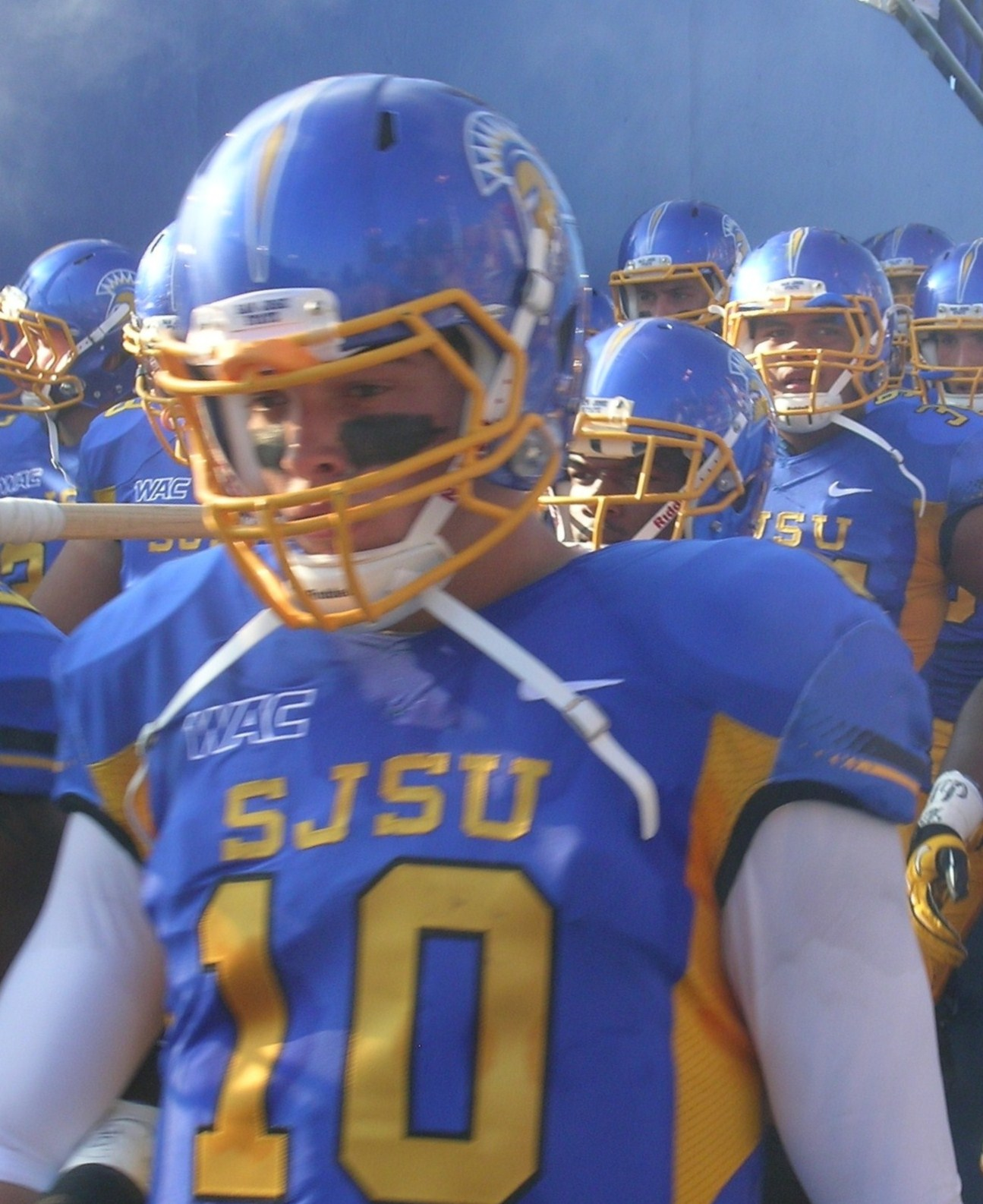
Fales allo Spartan Stadium durante il match contro i Rams.

Nel dicembre 2011 Fales firmò una lettera di intenti con la San Jose State University e nel contempo ricevette anche una borsa di studio dalla Indiana State University. Nominato il 23 agosto 2012 quarterback titolare dal capo-allenatore Mike MacIntyre, debuttò con la maglia di San Jose State il 31 agosto nella gara persa 20-17 contro gli Stanford Cardinal. Dopo aver chiuso in svantaggio per 17-3 il primo tempo, nel 3º quarto gli Spartans pareggiarono grazie ad un passaggio da 21 yard di Foles, che mandò a segno il proprio wide receiver Noel Grigsby. Tuttavia ad 1'10" dal termine dell'incontro, Fales (che subì durante l'incontro 3 sack per una perdita totale di 17 yard) lanciò un'intercetto che permise ai Cardinal (che ad inizio 4º quarto si erano intanto portati in vantaggio con un field goal) di far scorrere il tempo e portare così a casa la prima vittoria della stagione.

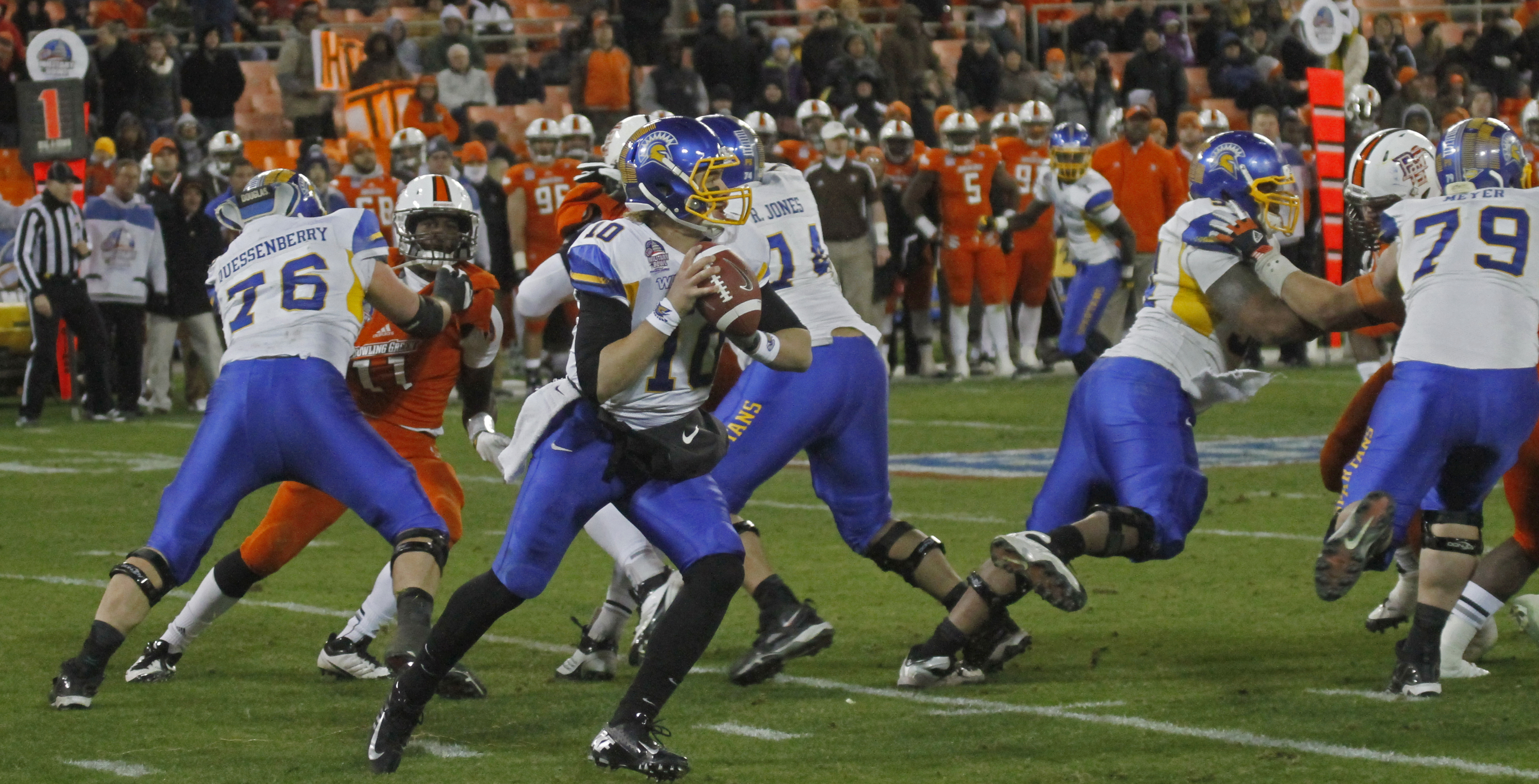
Fales durante il Military Bowl 2012, al termine del quale fu eletto MVP.

Nelle seguenti due partite, Fales lanciò 4 passaggi da touchdown senza alcun intercetto nelle vittorie casalinghe contro UC Davis Aggies e Colorado State Rams, striscia positiva che continuò anche nella settimana 4, quando gli Spartans ebbero ragione dei San Diego State Aztecs per 38-34. Fales, che lanciò 21 completi su 31 passaggi per 4 touchdown ed 1 intercetto, diede una grande dimostrazione di freddezza e di carattere quando a 50" dal termine dell'incontro orchestrò un drive da 65 yard e lanciò il decisivo passaggio da 14 yard nelle mani di Chandler Jones. La settimana seguente, contro i Navy Midshipmen, Fales fece segnare il top di stagione relativo alla percentuale di completi (85,3%) ma non lanciò alcun touchdown (né intercetto). Ciò nonostante San Jose State portò a casa la 4ª vittoria consecutiva in 5 partite, numeri che gli Spartans non facevano registrare dal 2006.
La striscia positiva era tuttavia destinata ad interrompersi la settimana seguente contro gli Utah State Aggies che il 13 ottobre sconfissero 49-27 gli Spartans nonostante un'altra buona prova di Fales, che lanciò 38 completi su 50 per 3 touchdown e 0 intercetti ma nel contempo subì ben 13 sack (nuovo record ateneo per Utah State) per una perdita totale di 102 yard. Fu quella l'ultima sconfitta della stagione regolare per gli Spartans, che da quel momento in avanti vinsero le rimanenti 6 partite in programma guidati da un Fales in grande spolvero, capace di lanciare completi sempre sopra una percentuale del 65,9, di mettere a referto 19 touchdown, 6 intercetti ed un passer rating sempre superiore al 158,4 con un picco stagionale fatto registrare contro i New Mexico State Aggies pari a 257,7. Fales chiuse la stagione regolare con 3798 yard lanciate per 31 touchdown e 9 intercetti e, con una percentuale di completi pari a 72,1 risultò essere il più accurato passatore ed il 3º in efficienza a livello nazionale tra i quarterback titolari della Football Bowl Subdivision. Il 27 dicembre San Jose disputò il primo Bowl a partire dal New Mexico Bowl del 2006 e, guidata da un Foles capace con 33 completi su 43 passaggi per 395 yard e 2 touchdown di aggiudicarsi il titolo di MVP, riuscì a sconfiggere 29-20 i Bowling Green Falcons nel Military Bowl.
Il 2013 iniziò per San Jose State nel migliore dei modi, con una vittoria per 24 contro Sacramento State Hornets, contro cui Fales lanciò 16 passaggi completi su 32 per 225 yard e 2 touchdown. La settimana seguente, nella gara persa 34-13 contro gli Stanford Cardinal, Fales lanciò 29 passaggi completati su 43 per 216 yard, un touchdown ed un intercetto, subendo dalla difesa avversaria ben 4 sack per una perdita complessiva di 39 yard. Nella gara di settimana 3 il signal caller di SJSU completò 22 passaggi su 35 per ben 439 yard, 3 touchdown e 2 intercetti che non furono però sufficienti all'ateneo californiano per tornare alla vittoria contro i Minnesota Golden Gophers, capaci di imporsi per 43-24.
Ancora una sconfitta arrivò poi in settimana 4, con Fales che disputò una delle peggiori gare stagionali, lanciando per 314 yard e 2 intercetti, nonostante l'offensive line di San Jose State, a differenza della passata stagione, concesse alla difesa di Utah State un solo sack. La settimana seguente SJSU tornò alla vittoria (37-27 contro gli Hawaii Warriors) trascinata da un Fales in gran spolvero, capace di guidare una rimonta di 31 punti consecutivi dopo che la sua squadra era partita da un 14-3 per i Warriors nel primo quarto. In tale partita egli lanciò 16 passaggi completi su 35 per 318 yard, 2 intercetti e 3 touchdown da 61, 35 e 27 yard. Un'altra ottima partita Fales la disputò la settimana seguente, quando completò 28 passaggi su 35 per 431 yard e 3 touchdown da 83, 77 e 62 yard, nella gara che valse a San Jose State la vittoria contro i Colorado State Rams per 34-27.
Altre due vittorie giunsero nelle settimane seguenti, contro i Wyoming Cowboys e gli UNLV Rebels, nelle quali Fales lanciò in entrambi i casi per oltre 300 yard, statistiche che unite a quelle delle 3 gare precedenti permisero al quarterback di SJSU di stabilire un record della Mountain West Conference di 5 gare consecutive con oltre 300 yard passate. In seguito arrivarono 3 sconfitte di fila contro San Diego State, Nevada e Navy, contro cui Fales passò complessivamente oltre 1000 yard, 9 touchdown e 3 intercetti. L'ultimo incontro della stagione e della sua carriera collegiale fu forse la migliore prestazione stagionale del quarterback californiano, che guidò San Jose State ad una vittoria per 62-52 contro Fresno State, classificata dall'Associated Press come 16ª miglior squadra della stagione 2013 a livello nazionale. Contro la squadra guidata da Derek Carr, Fales completò 37 passaggi su 45 per un record personale di 547 yard e 6 touchdown, senza lanciare neanche un intercetto e raggiungendo un passer rating di 228,3, numeri questi che gli valsero la nomina a Giocatore Offensivo della Settimana a livello nazionale da parte di Walter Camp National Football Foundation, CBSSports.com, College Football Perofrmance Awards, The Kickoff e CollegeSportsMadness.com.
Fales chiuse così la sua parentesi a San Jose State stabilendo il nuovo record di passaggi completati in carriera (639), yard offensive totali (8.250 yard), yard totali su passaggio (8.382) e touchdown (66), oltre a stabilire anche il record ateneo per il maggior numero di yard passate in una singola stagione (4.193).

### Statistiche
| San Jose State Spartans |          |          |          |          |          |          |          |          |          |      |       |       |       |       |
| Stagione                | Stagione | Passaggi | Passaggi | Passaggi | Passaggi | Passaggi | Passaggi | Passaggi | Passaggi |      | Corse | Corse | Corse | Corse |
| Stagione                | Comp     | Ten      | %        | Yard     | Media    | TD       | Int      | Rat      | Ten      | Yard | Media | TD    |       |       |
| 2012                    | 327      | 451      | 72,5     | 4.193    | 9,3      | 33       | 9        | 170,8    | 42       | -139 | -3,3  | 0     |       |       |
| 2013                    | 312      | 487      | 64,1     | 4.189    | 8,6      | 33       | 13       | 153,3    | 48       | 7    | 0,1   | 2     |       |       |
| Carriera                | 639      | 938      | 68,1     | 8.382    | 8,9      | 66       | 22       | 162,0    | 90       | -132 | -1,5  | 2     |       |       |

Fonte: ESPN.com

### Vittorie e premi

#### Università
- Military Bowl: 1

San Jose State Spartans: 2012

#### Individuale
- Military Bowl MVP: 1

2012
- Sports Illustrated menzione onorevole All-American: 1

2012
- Second team All-WAC: 1

2012
- First team All-Coast Conference: 2

2010, 2011

## Carriera professionistica

### Chicago Bears
Durante il corso del 2013 Fales fu considerato come una possibile scelta al primo giro del Draft NFL 2014. Tuttavia dopo un 2013 non all'altezza della precedente stagione, le sue quotazioni scesero e il 10 maggio 2014, nell'ultima giornata del Draft, Fales venne scelto dai Chicago Bears nel corso del sesto giro come 183º assoluto. Il 13 dicembre, a tre gare dal termine della stagione, fu promosso per la prima volta nel roster attivo della squadra.